# Цэнь Цань
Цэнь Цань или Цэнь Шэнь (кит. трад. 岑參, упр. 岑参, пиньинь Cén Cān; 715—770) — китайский поэт времен династии Тан. Известен также под именем Цэнь Цзячжоу (кит. 岑嘉州, пиньинь Cén Jiāzhōu). Его произведения входят в антологию Триста танских поэм.

## Биография
Родился в семье чиновника в округе Наньян (современная провинция Хэнань), но позднее переехал в Цзянлин (современная провинция Хубэй). Его прадед Цэнь Вэньбэнь, двоюродный дед Цэнь Чанцянь и дядя Цэнь Си были канцлерами. Его отец Цэнь Чжи был правителем Цзинчжоу. Отец умер, когда Цэню было 10 лет. Финансовое положении семьи резку ухудшилось. Цэнь стал усиленно учиться, читая много классической и исторической литературы. В возрасте 20 лет переехал в Чанъань, где в 744 году сдал экзамены на цзиньши. Через семь лет Цэнь встретился с Гао Ши и Ду Фу. Трое стали хорошими друзьями. Цэнь был в дружеских отношениях и с Ли Бо, который даже сочинил стихотворение «Несите вино!», где упоминается Цэнь.
Цэнь Цань жил во времена Мятежа Ань Лушаня со всеми его трудностями, гражданской войной и политической нестабильностью. В это время он занимал несколько должностей на далеких Центрально-Азиатских границах Танской империи. Будучи лоялистом, он затем занимал несколько должностей в провинциях, вплоть до своего ухода на пенсию в 768. Умер в 770 в Чанъани.

## Творчество
Ранняя поэзия Цэня, в основном, пейзажная. Поздние стихотворения отражают трудности жизни на далеких границах с их тяжелым климатом и постоянными сражениями. Наследие поэта составляет 403 стихотворения. В стихах Цэня почти этнографическая точность соседствует с любовью к необычному, особенно в явлениях природы.